# Provincia de Morobe
Provincia de Morobe es una provincia ubicada en la costa norte de Papúa Nueva Guinea, cuya capital es Lae. La provincia cubre un área total de 34.500 km² con una población de 539.725 habitantes de acuerdo al censo realizado en el año 2000. La provincia cuenta con 9 distritos administrativos 9 y en ella se hablan 171 lenguas distintos.
Durante la Segunda Guerra Mundial entre 1942 y 43, en la península Huon, al noreste de Morobe, ocurrió la llamada Campaña de la Península Huon, donde tropas japonesas y aliadas se disputaron la región.